# António Fernandes (joueur d'échecs)
Pour les articles homonymes, voir António Fernandes et Fernandes.
António Fernandes est un joueur d'échecs portugais né le 18 octobre 1962 à Pampilhosa da Serra.
Au 1er octobre 2019, il est le neuvième joueur portugais avec un classement Elo de 2 360 points.

## Biographie et carrière
António Fernandes a remporté le championnat national portugais à seize reprises : en 1980, 1983, 1984, 1985, 1989, 1990, 1991, 1992, 1996, 2001, 2006, 2008, 2014, 2015, 2016 et 2018. Il obtint le titre de grand maître international en 2003.

## Olympiades
De 1980 à 2018, Fernandes a représenté le Portugal lors de dix-huit olympiades, remportant la médaille de bronze individuelle au deuxième échiquier lors de l'Olympiade d'échecs de 1992 (7 points sur 9, performance Elo de 2 612 points) et marquant 7,5 points sur 9 lors de l'Olympiade d'échecs de 2016 (performance Elo de 2 639 points).